# Carl Engelke (Maler)

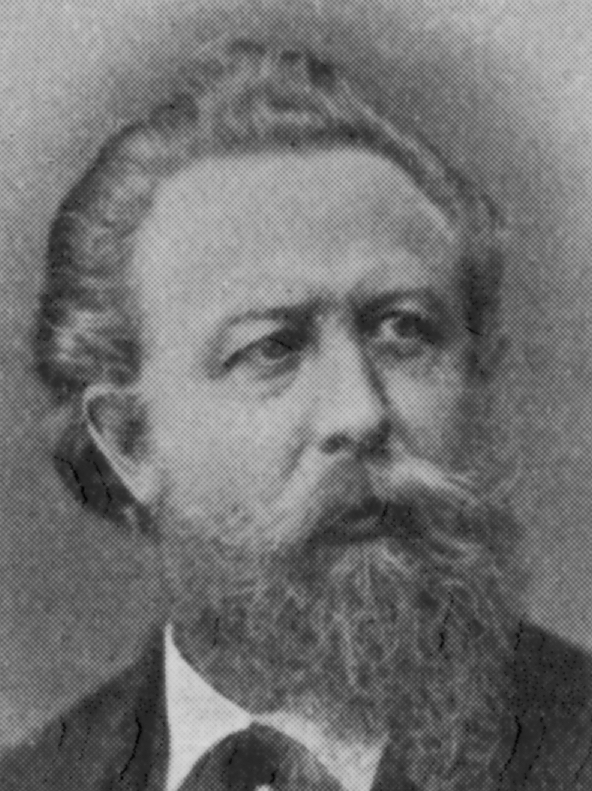
Carl Engelke

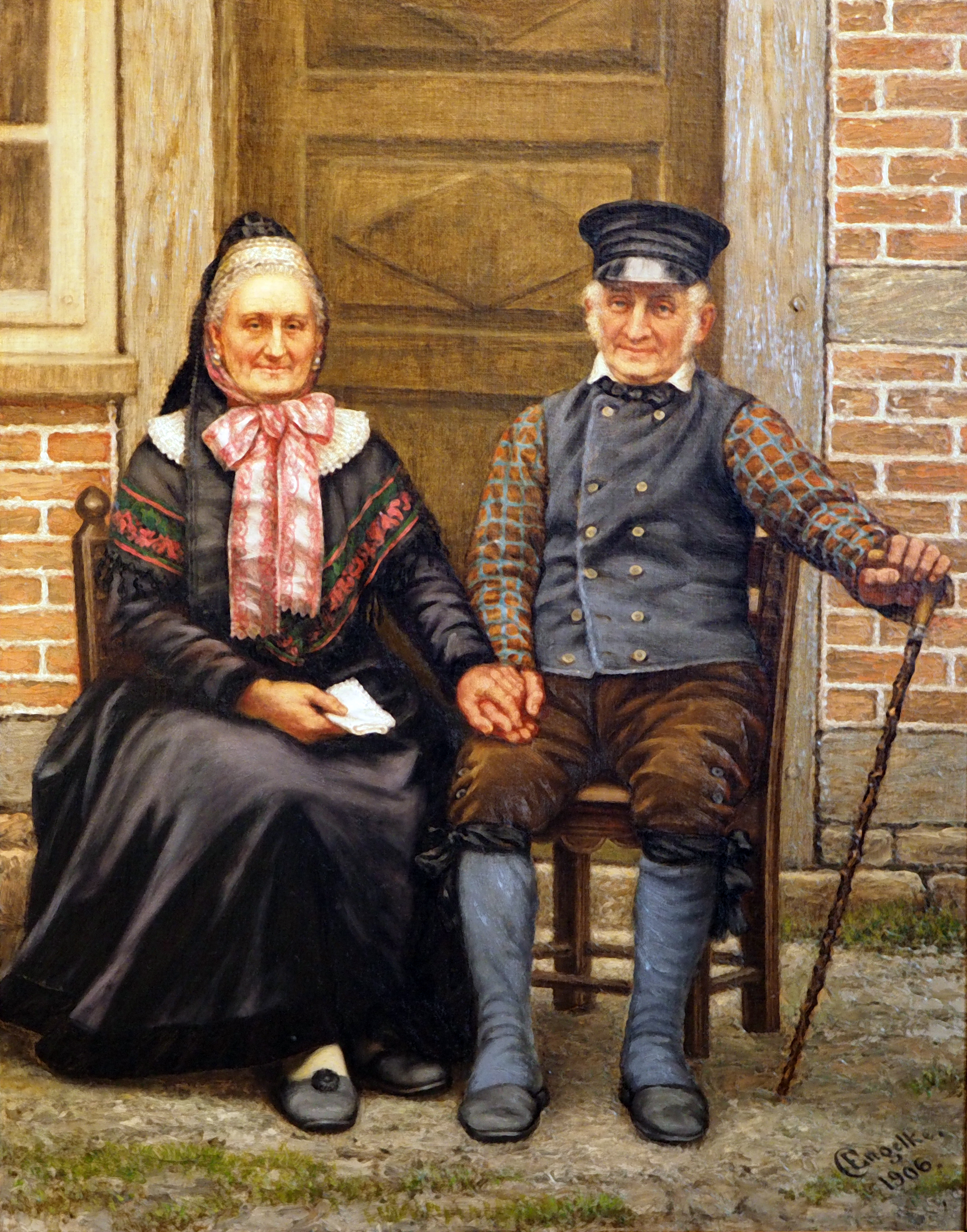
Carl Engelke: Harmonie und Ein-Tracht (1906, Öl auf Leinwand, Bomann-Museum)

Carl Engelke (auch: Karl Engelke; vollständiger Name: Friedrich Carl Hartwig Christian Engelke; * 13. Juli 1835 in Celle; † 17. August 1912 in Hannover) war ein deutscher Maler, Zeichner und Bildhauer, sowie Gymnasial- und Hochschullehrer.

## Leben
Der zur Zeit des Königreichs Hannover geborene Engelke war Sohn eines Waagemeisters und bekannte sich zum evangelischen Glauben. Nach seiner Schulbildung durchlief er von 1858 bis 1859 zunächst eine Ausbildung in Hannover als Schüler von Carl Oesterley, der von König Ernst August zum königlich hannoverschen Hofmaler ernannt worden war.
Am 22. August 1869 hielt Carl Engelke seine über die Celler Schulzesche Buchhandlung verlegte Weihe-Rede zur Eröffnung der neuen Turnhalle zu Celle.
Anschließend trat er in München als Karl Engelke angeblich im Alter von 23 Jahren am 11. Mai 1860 in die Bildhauerklasse der Münchener Akademie der Bildenden Künste ein. In München studierte Engelke jedoch auch Malerei. In der Folge hielt er sich zwei Jahre in Italien auf.
In der Gründerzeit des Deutschen Kaiserreichs ließ sich Engelke in Hannover nieder. Hier wirkte er als Zeichenlehrer an der Polytechnischen Schule, unterrichtete darüber hinaus auch am Lyceum.
Im Todesjahr 1912 verzeichnete das Adreßbuch, Stadt- und Geschäftshandbuch der Königlichen Residenzstadt Hannover und der Stadt Linden mehrere Namensvetter Engelkes: Während der Karl Engelke als Kunstmaler im 3. Stockwerk der Kestnerstraße 5 im hannoverschen Stadtteil Südstadt gemeldet war, wohnte beispielsweise ein Bildhauer Carl Engelke im Parterre der Wiesenstraße 42.

## Schriften
- Weihe-Rede zur Eröffnung der neuen Turnhalle zu Celle am 22. Aug. 1869, 7 Seiten, Celle: Schulze'sche Buchhandlung in Commission, 1869
- Der Urnenfriedhof bei Darzau in der Provinz Hannover, 1874[1]